# Hootsuite

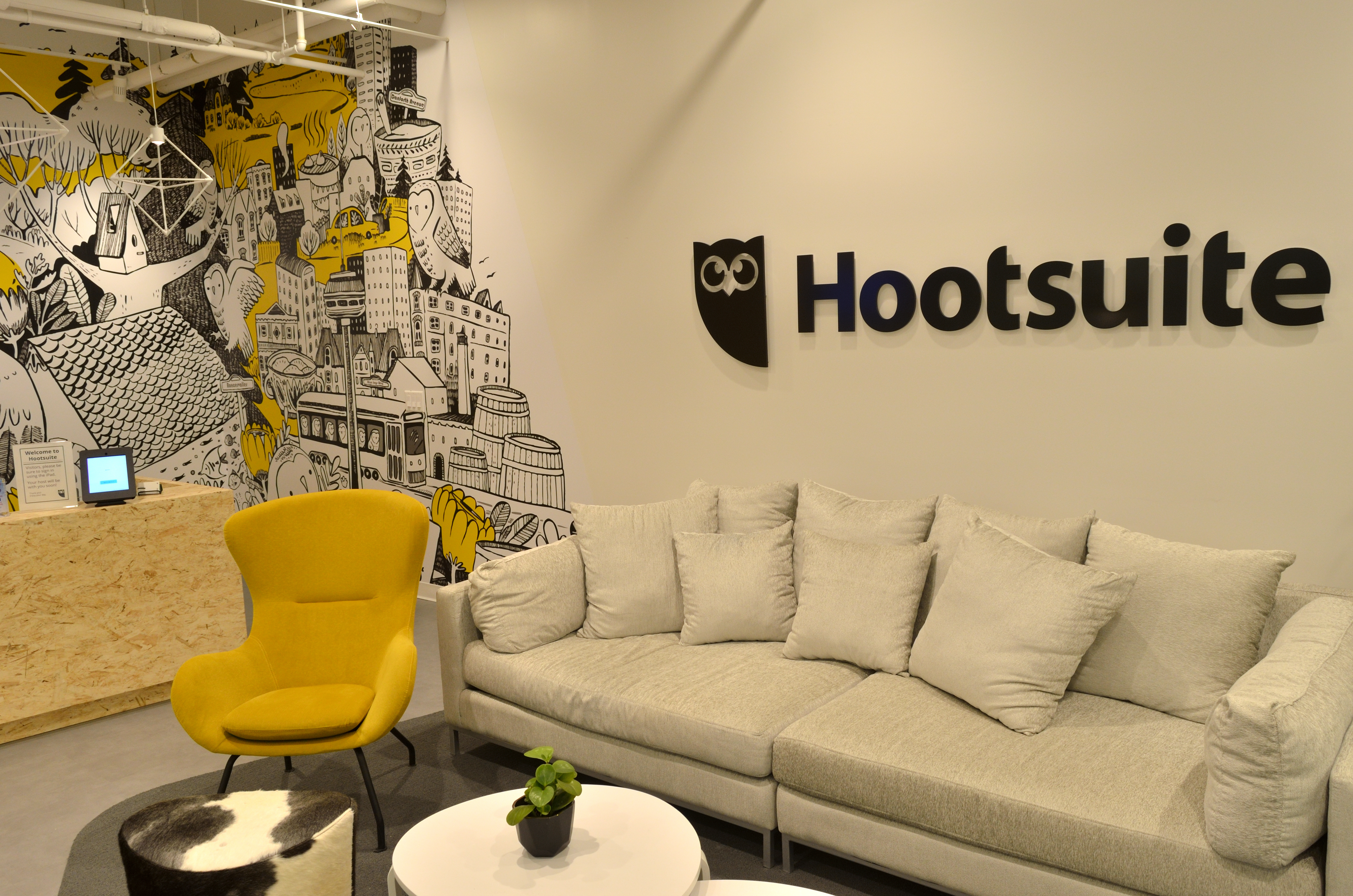
L'ufficio di HootSuite a Toronto

Hootsuite è un software di gestione di profili sociali, creato da Ryan Holmes nel 2008.
L'interfaccia utente è una dashboard online e le reti sociali integrate sono Twitter, Facebook, Instagram, LinkedIn, YouTube, Pinterest.

## Descrizione
L'azienda produttrice di Hootsuite ha sede operativa a Vancouver in Canada e conta circa 1000 dipendenti in 13 sedi tra cui Milano, Roma, Bucarest e Città del Messico. Nel 2018 contava più di 16 milioni di utenti in oltre 175 nazioni.